# Kjell Johansson
Kjell Johansson (Eskilstuna, 5. listopada 1946. – Eksjö, 24. listopada 2011.) je bivši švedski stolnotenisač.
U svojoj je karijeri osvojio razna odličja u pojedinačnim, parnim i momčadskim natjecanjima na svjetskim i europskim prvenstvima u stolnom tenisu. 1965. je godine osvojio Svenska Dagbladets guldmedalj, nagradu za najboljeg švedskog športaša godine.
Kjellov nadimak je zbog njegova jakog forhenda bio Hammaren, što na švedskom jeziku znači čekić.
Nakon duge bolesti, Johansson je umro u 65. godini života.

## Uspjesi

### Europska prvenstva
| Godina | Grad      | Odličje | Kategorija  |
| 1976.  | Prag      | zlato   | parovi      |
| 1976.  | Prag      | srebro  | parovi      |
| 1974.  | Novi Sad  | bronca  | pojedinačno |
| 1974.  | Novi Sad  | srebro  | parovi      |
| 1974.  | Novi Sad  | zlato   | momčadski   |
| 1972.  | Rotterdam | srebro  | parovi      |
| 1972.  | Rotterdam | zlato   | momčadski   |
| 1970.  | Moskva    | bronca  | pojedinačno |
| 1970.  | Moskva    | srebro  | parovi      |
| 1970.  | Moskva    | zlato   | momčadski   |
| 1968.  | Lyon      | bronca  | pojedinačno |
| 1968.  | Lyon      | srebro  | parovi      |
| 1968.  | Lyon      | zlato   | momčadski   |
| 1966.  | London    | zlato   | pojedinačno |
| 1966.  | London    | zlato   | parovi      |
| 1966.  | London    | zlato   | momčadski   |
| 1964.  | Malmö     | zlato   | pojedinačno |
| 1964.  | Malmö     | srebro  | parovi      |
| 1964.  | Malmö     | zlato   | momčadski   |

## Vanjske poveznice
ITTF Podaci o Kjellu Johanssonu  Arhivirana inačica izvorne stranice od 16. listopada 2012. (Wayback Machine)